# NDFIP1
NDFIP1‏ (Nedd4 family interacting protein 1) هوَ بروتين يُشَفر بواسطة جين NDFIP1 في الإنسان.